# سلطان سيف النيادي
سلطان النيادي (23 مايو 1981-)، رائد فضاء إماراتي، وهو (بالإضافة إلى زميله هزاع المنصوري) أول رائدي فضاء إماراتيّين ضمن برنامج الإمارات لرواد الفضاء الذي أطلقه الشيخ محمد بن راشد آل مكتوم والشيخ محمد بن زايد آل نهيان رئيس دولة الإمارات العربية المتحدة في عام 2017 بهدف تدريب وإعداد فريق من رواد الفضاء الإماراتيين وإرسالهم إلى الفضاء للقيام بمهام علمية مختلفة.
في 2 مارس 2023 انطلق النيادي ضمن طاقم مهمة "سبيس إكس كرو 6" على متن مركبة الفضاء "سبيس إكس دراجون إنديفور" في أطول مهمة فضائية في تاريخ العرب مدتها 6 أشهر على متن محطة الفضاء الدولية.
سافر النيادي إلى الفضاء بغرض إجراء تجارب علمية في مجال أبحاث بيولوجيا الفضاء المتقدمة برفقة زميله الأمريكي فرنسيسكو روبيو، كما قام بالتحضير لإجراء تجربة «القطرات الحلقية المتقطعة» التي قد توفر علاجات محتملة للأمراض التنكسية العصبية. سيجري سلطان أيضاً بعض التجارب العلمية الخاصة بالجامعات الإماراتية التي اختارها مركز محمد بن راشد للفضاء وتحديدا تجربة تقييم تأثير بيئة الجاذبية الصغرى في الفضاء على التفاعل بين القلب ووضعية الجسم، وتجربة دراسة خلايا الفم والأسنان على الأرض في بيئة تحاكي الجاذبية الصغرى.
في 28 أبريل 2023 حقق النيادي إنجازًا تاريخيًا لدولة الإمارات وللعرب بشكل عام عندما أصبح أول عربي يشارك في مهمة نشاط خارج المركبة (السير في الفضاء).
في 4 سبتمبر 2023 عاد سلطان النيادي إلى الأرض برفقة أفراد طاقم «كرو - 6»، بعد أداء مهمة في محطة الفضاء الدولية استمرت 6 أشهر، حيث هبطت المركبة التي تقلهم بالقرب من ساحل تامبا، بولاية فلوريدا في خليج المكسيك. شارك النيادي في نحو 200 تجربة علمية، خلال وجوده على متن محطة الفضاء الدولية.
في 6 يناير 2024 أعلن الشيخ محمد بن راشد آل مكتوم عن تعديل وزاري على حكومته، عين بموجبه سلطان النيادي وزير دولة للشباب في الإمارات.

## طفولته
ولد سلطان النيادي في قرية أم غافة التابعة لمدينة العين في دولة الإمارات العربية المتحدة وعاش طفولته في منزل جده. تلقى تعليمه في مدرسة أم غافة الابتدائية للبنين ومدرسة أم غافة الثانوية. عمل والده كمدرب في سلاح الجو الإماراتي. في طفولته، اعتاد سلطان أن يراقب النجوم والقمر في الليل وكان يحلم بأن يكون رائد فضاء عندما يكبر.

## تعليمه وحياته المهنية
بعد إتمامه المدرسة الثانوية، التحق سلطان بالقوات المسلحة الإماراتية، سافر إلى بريطانيا للالتحاق بجامعة برايتون حيث حصل على درجة البكالوريوس (مع مرتبة الشرف) في هندسة الإلكترونيات والاتصالات في عام 2004. وبعد اختياره ليكون واحداً من أول رائدي فضاء إماراتيين، قالت البروفيسور ديبرا همفريس، نائب رئيس جامعة برايتون عن سلطان النيادي: «نحن فخورون للغاية بواحد من خريجينا وسنراقب مساعيه كرائد فضاء باهتمام كبير».
بعد عودته إلى  دولة الإمارات، التحق بكلية زايد العسكرية حيث درس لمدة عام، ثم عمل في القوات المسلحة الإماراتية كمهندس اتصالات. في عام 2008، سافر سلطان إلى أستراليا حيث نال درجة الماجستير في أمن المعلومات والشبكات من جامعة جريفيث، ثم سافر مرة أخرى في عام 2011 حيث حصل على درجة الدكتوراه في تكنولوجيا منع تسرب البيانات من نفس الجامعة.

## مسيرته كرائد فضاء

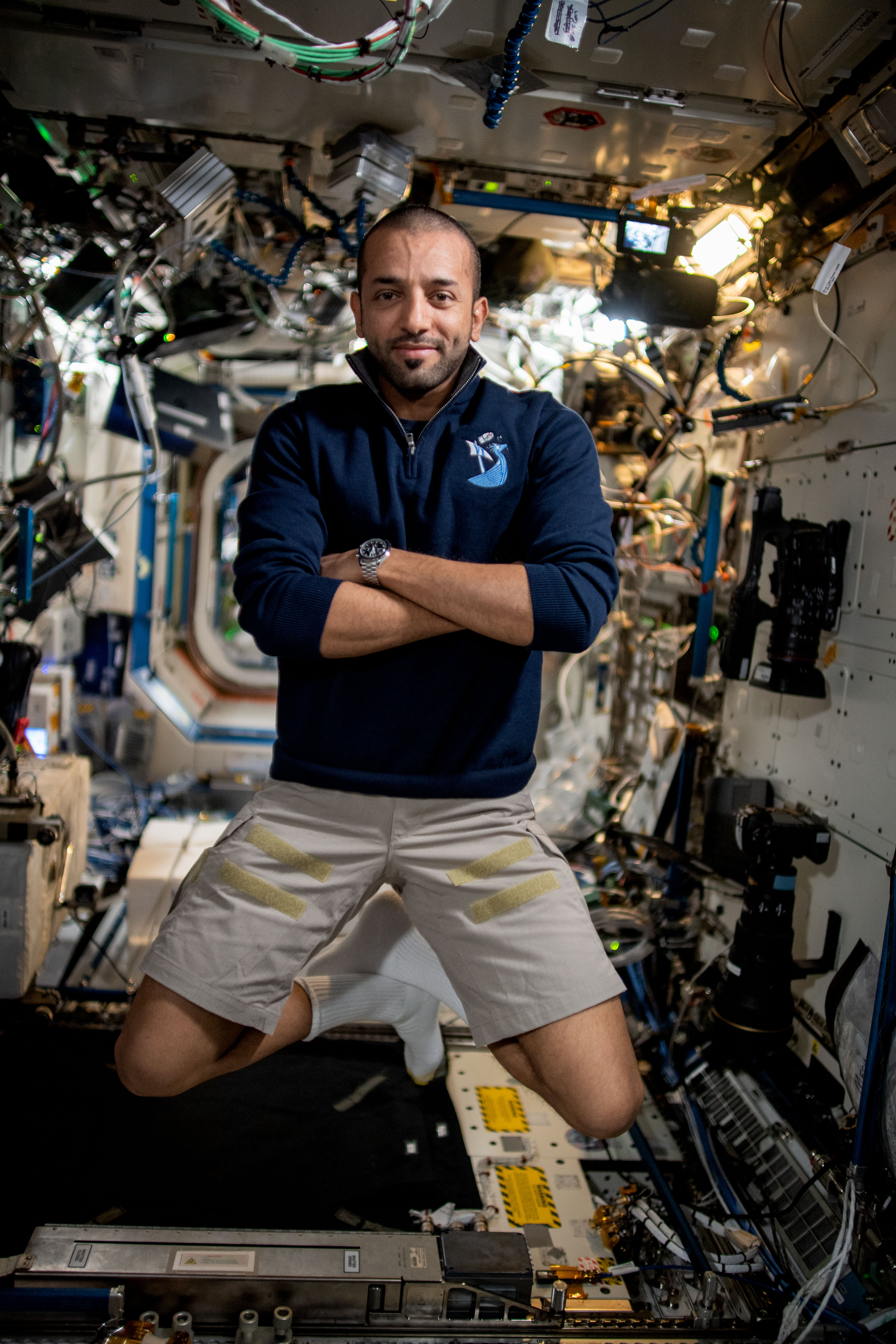
النيادي على محطة الفضاء الدولية، أبريل 2023.

كان النيادي واحدًا من شخصين تم اختيارهما من بين 4022 مرشحًا كأول رواد فضاء إماراتيين بعد سلسلة من الاختبارات العقلية والبدنية في الإمارات العربية المتحدة وروسيا. كما خضع النيادي لبرنامج الإمارات لرواد الفضاء في مركز محمد بن راشد للفضاء. ففي إطار اتفاقية مركز محمد بن راشد للفضاء ووكالة الفضاء الروسية روسكوسموس في الجمهورية الروسية الاتحادية لتدريب رواد الفضاء الإماراتيين، تلقى النيادي تدريبات في «مركز يوري جاجارين لتدريب رواد الفضاء» في مدينة ستار سيتي في روسيا.

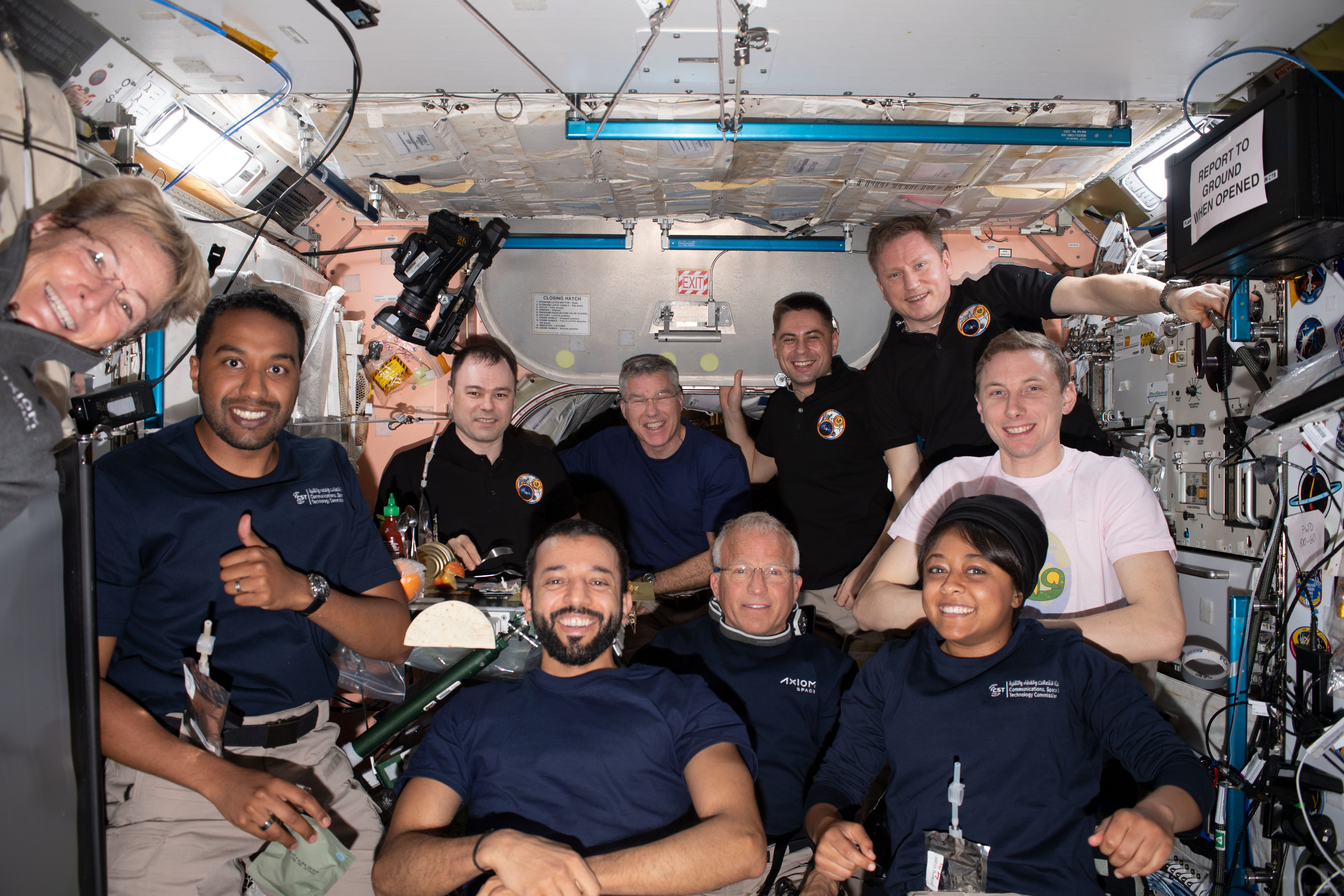
طاقم المهمة 69 يحتفلون بعيد ميلاد سلطان النيادي في 23 مايو في محطة الفضاء الدولية.

في 6 ديسمبر 2017، كتب الشيخ محمد بن راشد آل مكتوم، نائب رئيس الدولة رئيس مجلس الوزراء حاكم دبي في حسابه على تويتر: «أدعو شبابنا وشاباتنا للتسجيل في برنامج الإمارات لرواد الفضاء عبر مركز محمد بن راشد للفضاء. سيتم اختيار الأفضل والأقدر والأكثر كفاءة ليكونوا سفراءنا للفضاء». وكان النيادي أحد شخصين تم اختيارهما من بين 4022 متقدماً بعد اجتيازه سلسلة من الاختبارات الذهنية والجسدية في الإمارات وروسيا.
وفي 3 سبتمبر 2018، أعلن الشيخ محمد بن راشد آل مكتوم اسمي أول رائدي فضاء إماراتيين عبر «تويتر» أيضاً حيث كتب: «في إنجاز عربي جديد.. نعلن اليوم عن أسماء أول رائدي فضاء عرب لمحطة الفضاء الدولية.. هزاع المنصوري وسلطان النيادي.. هزاع وسلطان يمثلان كل الشباب العربي».
أجرى مركز محمد بن راشد للفضاء ومؤسسة روسكوزموس مفاوضات لتسهيل مهمة مدتها ستة أشهر إلى محطة الفضاء الدولية (ISS) لأحد أفراد الطاقم من الإمارات العربية المتحدة، وهي المهمة التي تمثل أول رحلة استكشافية طويلة الأمد في العالم العربي، فوقع الاختيار على سلطان النيادي باعتباره المرشح الأنسب لهذه المهمة. ومع ذلك في أبريل 2022 أعلن مركز محمد بن راشد للفضاء أن سلطان قد حصل على مقعد من شركة أكسيوم سبيس، مما سيسمح لرائد الفضاء الإماراتي بالوصول إلى محطة الفضاء الدولية على متن رحلة تابعة لوكالة ناسا الأمريكية والمعروفة باسم سبيس إكس كرو 6. في يوليو تم اختيار النيادي رسميًا لهذا المقعد وبدأ في النهاية رحلته الأولى إلى الفضاء في مارس 2023.

## روابط خارجية
- نبذة عن سلطان النيادي في موقع جامعة جريفيث